# 仙台市立黒松小学校
仙台市立黒松小学校（せんだいしりつ くろまつしょうがっこう）は、宮城県仙台市泉区黒松三丁目にある公立小学校である。

## 概要
学校は黒松団地内にあり、昭和30年代に宅地分譲が開始されて人口が急増したことで黒松小学校が開校となった。

## 所在地
- 仙台市泉区黒松3丁目11-1

## 沿革
- 1969年（昭和44年）4月1日 - 泉町立黒松小学校として、七北田小学校より分離開校
- 1971年（昭和46年）11月1日 - 泉市立黒松小学校に改称
- 1988年（昭和63年）3月1日　- 仙台市立黒松小学校に改称

## 学区
- 旭丘堤1丁目の1部、2丁目の大部分、上谷刈の一部、黒松、七北田字杉ノ田、みずほ台の一部、八乙女中央

## 卒業後
- 八乙女中学校へ進学する。

## 出身者
- 千田海人 (サッカー選手)